# Галактион (Стынгэ)
Епи́скоп Галактио́н (рум. Episcopul Galaction, в миру Гео́рге Сты́нгэ, рум. Gheorghe Stângă; 17 мая 1953) — епископ Румынской православной церкви, епископ Александрийский и Телеорманский (Митрополия Мунтении и Добруджи)

## Биография
Родился 17 мая 1953 года в селе Константин-Брынковяну в коммуне Драгалина, жудец Калараси в Румынии, в семье Елены и Николая Стынгэ.
Окончил среднюю школу в родном селе. Учился в теоретическом лицее в Слободзее. В 1972 году поступил в духовную семинарию им. Раду Водэ в Бухаресте.
1 июля 1974 года поступил в Скит Красна. 6 ноября 1977 года принял монашество с именем Галактион в честь мученика Галактиона Емесского.
В 1977 году поступил на богословский факультет Бухарестского университета, который окончил в 1981 году со степенью лиценциата.
28 октября 1978 году епископом Яломицким Романом (Станчу) был рукоположен в сан иеродиакона. 2 ноября 1978 года он рукоположен в сан священника.
1 апреля 1981 года назначен настоятелем Монастыре Красна. Пробыл в этой должности до своего избрания епископом.
С октября 1985 по март 1986 года обучался в Экуменическом институте Боссэ в Швейцарии.
15 декабря 1990 года избран экзархом монастырей Бухарестской архиепископии. В 1994 году был возведён в сан архимандрита.
4 июля 1996 года был избран епископом новосозданной Александрийской и Телеорманской епархии. 1 сентября того же года был рукоположен во епископа Александрийского и Телеорманского.
Основал в своей епархии восемь монастырей (ранее в епархии монастырей не было); обеспечил бесперебойную работу духовной семинарии в Турну-Мэгуреле; основал издательство, в котором были изданы несколько произведений духовного содержания; основал два журнала епархии: «Biserica Ortodoxă» и «Credinţa Ortodoxă», основал филантропические центры в епархии; участвовал в пасторально-миссионерской деятельности, уделяя много духовной заботы о детях, молодежи и пожилых людях.